# Anzy-le-Duc
Anzy-le-Duc és un municipi francès, situat al departament de Saona i Loira i a la regió de Borgonya - Franc Comtat. L'any 2007 tenia 441 habitants.

## Demografia

### Població
El 2007 la població de fet d'Anzy-le-Duc era de 441 persones. Hi havia 172 famílies, de les quals 48 eren unipersonals (12 homes vivint sols i 36 dones vivint soles), 68 parelles sense fills, 48 parelles amb fills i 8 famílies monoparentals amb fills.
La població ha evolucionat segons el següent gràfic:
Habitants censats

### Habitatges
El 2007 hi havia 238 habitatges, 181 eren l'habitatge principal de la família, 38 eren segones residències i 19 estaven desocupats. 234 eren cases i 4 eren apartaments. Dels 181 habitatges principals, 127 estaven ocupats pels seus propietaris, 45 estaven llogats i ocupats pels llogaters i 9 estaven cedits a títol gratuït; 2 tenien una cambra, 9 en tenien dues, 12 en tenien tres, 47 en tenien quatre i 111 en tenien cinc o més. 137 habitatges disposaven pel capbaix d'una plaça de pàrquing. A 78 habitatges hi havia un automòbil i a 88 n'hi havia dos o més.

### Piràmide de població
La piràmide de població per edats i sexe el 2009 era:
| Homes | Edats   | Dones |
| ----- | ------- | ----- |
| 0     | 95 o +  | 0     |
| 0     | 90 a 94 | 8     |
| 4     | 85 a 89 | 0     |
| 4     | 80 a 84 | 4     |
| 8     | 75 a 79 | 16    |
| 20    | 70 a 74 | 8     |
| 12    | 65 a 69 | 12    |
| 12    | 60 a 64 | 16    |
| 4     | 55 a 59 | 16    |
| 20    | 50 a 54 | 8     |
| 12    | 45 a 49 | 20    |
| 16    | 40 a 44 | 8     |
| 8     | 35 a 39 | 16    |
| 24    | 30 a 34 | 12    |
| 8     | 25 a 29 | 12    |
| 16    | 20 a 24 | 8     |
| 24    | 15 a 19 | 16    |
| 24    | 10 a 14 | 12    |
| 12    | 5 a 9   | 12    |
| 4     | 0 a 4   | 8     |

## Economia
El 2007 la població en edat de treballar era de 281 persones, 205 eren actives i 76 eren inactives. De les 205 persones actives 185 estaven ocupades (107 homes i 78 dones) i 20 estaven aturades (6 homes i 14 dones). De les 76 persones inactives 28 estaven jubilades, 31 estaven estudiant i 17 estaven classificades com a «altres inactius».

### Ingressos
El 2009 a Anzy-le-Duc hi havia 183 unitats fiscals que integraven 448 persones, la mediana anual d'ingressos fiscals per persona era de 15.893 €.

### Activitats econòmiques
Dels 9 establiments que hi havia el 2007, 1 era d'una empresa alimentària, 2 d'empreses de fabricació d'altres productes industrials, 1 d'una empresa de construcció, 2 d'empreses de comerç i reparació d'automòbils, 1 d'una empresa d'hostatgeria i restauració, 1 d'una empresa financera i 1 d'una empresa de serveis.
Dels 3 establiments de servei als particulars que hi havia el 2009, 1 era un taller de reparació d'automòbils i de material agrícola, 1 electricista i 1 restaurant.
L'únic establiment comercial que hi havia el 2009 era una fleca.
L'any 2000 a Anzy-le-Duc hi havia 32 explotacions agrícoles que ocupaven un total de 2.090 hectàrees.

## Equipaments sanitaris i escolars
El 2009 hi havia una escola elemental.

## Poblacions més properes
El següent diagrama mostra les poblacions més properes.